# Motomondiale 1962
La stagione 1962 è stata la quattordicesima del Motomondiale; la novità più importante di questa edizione è stata l'aggiunta di una nuova classe a quelle esistenti: nasce quest'anno la classe 50 dopo che l'anno precedente la FIM aveva già organizzato una serie di gare di prova in Europa.
Per quanto riguarda le prove in calendario, il numero dei gran premi restò invariato rispetto al 1961 con la sostituzione del GP di Svezia con un altro gran premio scandinavo, quello di Finlandia.

## Il contesto
Anche la nuova classe 50, che sarà vinta dalla Suzuki di Ernst Degner, venne soggetta allo stesso regolamento delle altre, senza modifiche in merito all'assegnazione dei punteggi e al loro conteggio nella classifica finale.
Al termine del campionato, nelle altre classi, si registrò un dominio Honda in 125, 250 e 350, che lasciò ad Hailwood e alla MV Agusta solo la 500. Nono titolo consecutivo per la BMW nei sidecar, il secondo per l'equipaggio Deubel-Hörner.
La prima prova dell'anno, il Gran Premio motociclistico di Spagna, è anche il centesimo gran premio della storia del motomondiale: tirando le fila di quanto successo dalla prima edizione del mondiale si può constatare che:
- Si sono disputate 404 corse (1 in classe 50, 77 in classe 125, 80 in classe 250, 86 in classe 350, 95 in classe 500 e 65 tra i sidecar).
- Hanno ottenuto almeno un successo 77 piloti di 15 nazioni diverse e tra essi i più vittoriosi sono i britannici con 161 successi, seguiti dagli italiani con 112 (curiosamente questi ultimi saranno per la prima volta totalmente assenti proprio nelle classifiche di quest'anno).

In merito alle nazionalità, c'è da notare che proprio il vincitore della classe 50 Ernst Degner, dopo aver corso sotto le insegne della Germania Orientale, passò quest'anno sotto quelle della Germania Occidentale dopo aver attraversato la cortina di ferro con tutta la sua famiglia.
Tra le case motociclistiche da segnalare l'aumento dell'impegno nel mondiale da parte di Suzuki e l'arrivo, grazie alla nuova classe 50, di nuove case come la Kreidler e la Tomos.

## Il calendario
| Data         | Gran Premio             | Circuito         | Vincitore 500        | Vincitore 350 | Vincitore 250  | Vincitore 125       | Vincitore 50         | Vincitore sidecar               | Resoconto |
| ------------ | ----------------------- | ---------------- | -------------------- | ------------- | -------------- | ------------------- | -------------------- | ------------------------------- | --------- |
| 6 maggio     | GP di Spagna            | Montjuïc         |                      |               | Jim Redman     | Kunimitsu Takahashi | Hans-Georg Anscheidt | Max Deubel Emil Hörner          | Resoconto |
| 13 maggio    | GP di Francia           | Clermont-Ferrand |                      |               | Jim Redman     | Kunimitsu Takahashi | Jan Huberts          | Max Deubel Emil Hörner          | Resoconto |
| 4 giugno     | Tourist Trophy          | Mountain Circuit | Gary Hocking         | Mike Hailwood | Derek Minter   | Luigi Taveri        | Ernst Degner         | Chris Vincent Eric Bliss        | Resoconto |
| 30 giugno    | GP d'Olanda             | Assen            | Mike Hailwood        | Jim Redman    | Jim Redman     | Luigi Taveri        | Ernst Degner         | Fritz Scheidegger John Robinson | Resoconto |
| 8 luglio     | GP del Belgio           | Spa              | Mike Hailwood        |               | Bob McIntyre   | Luigi Taveri        | Ernst Degner         | Florian Camathias Harry Winter  | Resoconto |
| 15 luglio    | GP della Germania Ovest | Solitude         |                      |               | Jim Redman     | Luigi Taveri        | Ernst Degner         | Max Deubel Emil Hörner          | Resoconto |
| 11 agosto    | GP dell'Ulster          | Dundrod          | Mike Hailwood        | Jim Redman    | Tommy Robb     | Luigi Taveri        |                      |                                 | Resoconto |
| 19 agosto    | GP della Germania Est   | Sachsenring      | Mike Hailwood        | Jim Redman    | Jim Redman     | Luigi Taveri        | Jan Huberts          |                                 | Resoconto |
| 9 settembre  | GP delle Nazioni        | Monza            | Mike Hailwood        | Jim Redman    | Jim Redman     | Teisuke Tanaka      | Hans-Georg Anscheidt |                                 | Resoconto |
| 23 settembre | GP di Finlandia         | Tampere          | Alan Shepherd        | Tommy Robb    |                | Jim Redman          | Luigi Taveri         |                                 | Resoconto |
| 14 ottobre   | GP d'Argentina          | Buenos Aires     | Benedicto Caldarella |               | Arthur Wheeler | Hugh Anderson       | Hugh Anderson        |                                 | Resoconto |

## Sistema di punteggio e legenda
| Pos.  | 1 | 2 | 3 | 4 | 5 | 6 | 7> |
| ----- | - | - | - | - | - | - | -- |
| Punti | 8 | 6 | 4 | 3 | 2 | 1 | 0  |

## Le classi

### Classe 500
La classe regina iniziò quest'anno le gare solo nel terzo gran premio stagionale, non essendo le 500 al via né in Spagna, né in Francia: la prima prova fu quella del Tourist Trophy vinta da Gary Hocking su una MV Agusta. Fu questa però l'ultima apparizione del pilota rhodesiano nelle gare del mondiale; Hocking decise di passare alle gare automobilistiche e trovò la morte prima della fine di questo stesso anno.
Le successive 5 gare furono vinte da Mike Hailwood che si aggiudicò così facilmente il titolo iridato, precedendo Alan Shepherd e Phil Read a bordo rispettivamente di una Matchless e di una Norton.
Assenti le MV Agusta ufficiali nelle ultime due prove di campionato, i rispettivi gran premi vennero vinti da due piloti con Matchless, Shepherd tagliò per primo il traguardo nel Gran Premio motociclistico di Finlandia e Benedicto Caldarella nel Gran Premio motociclistico d'Argentina, sua gara di casa.

Classifica piloti (prime 6 posizioni)
| Pos. | Pilota               | Moto      |    |    |     |   |     |    |     |   |   |   |     | P.ti |
| ---- | -------------------- | --------- | -- | -- | --- | - | --- | -- | --- | - | - | - | --- | ---- |
| 1    | Mike Hailwood        | MV Agusta | NE | NE | 12  | 1 | 1   | NE | 1   | 1 | 1 |   |     | 40   |
| 2    | Alan Shepherd        | Matchless | NE | NE | Rit | 4 | 2   | NE | 2   | 2 | 9 | 1 |     | 29   |
| 3    | Phil Read            | Norton    | NE | NE | Rit | 3 |     | NE | 3   |   | 4 |   |     | 11   |
| 4    | Bert Schneider       | Norton    | NE | NE | 4   | 5 | Rit | NE | Rit | 3 | 6 |   | Rit | 10   |
| 5    | Gary Hocking         | MV Agusta | NE | NE | 1   |   |     | NE |     |   |   |   |     | 8    |
| -    | Benedicto Caldarella | Matchless | NE | NE |     |   |     | NE |     |   |   |   | 1   | 8    |
| Pos. | Pilota               | Moto      |    |    |     |   |     |    |     |   |   |   |     | P.ti |

| Legenda                                                                        | 1º posto        | 2º posto        | 3º posto | A punti      | Senza punti        | Grassetto=Pole position Corsivo=Giro più veloce |
| Legenda                                                                        | Gara non valida | Non qualificato | Ritirato | Squalificato | "-" Dato non disp. | Grassetto=Pole position Corsivo=Giro più veloce |
| Fonte dei dati: motogp.com, racingmemo.free.fr, autosport.com, jumpingjack.nl. |                 |                 |          |              |                    |                                                 |

### Classe 350
Come già la 500 anche la classe 350 iniziò a gareggiare solamente dalla terza prova, il Tourist Trophy, e il campionato si sviluppò solamente su 6 degli 11 gran premi in calendario.
La vittoria del titolo, grazie a 4 vittorie e un secondo posto, arrise a Jim Redman su Honda che precedette il compagno di squadra Tommy Robb e Mike Hailwood su MV Agusta.
Durante le prove del Tourist Trophy trovò la morte Tom Phillis, il pilota australiano vincitore del titolo iridato della classe 125 nel motomondiale 1961.

Classifica piloti (prime 5 posizioni)
| Pos. | Pilota            | Moto      |    |    |   |   |    |    |     |   |   |   |    | P.ti    |
| ---- | ----------------- | --------- | -- | -- | - | - | -- | -- | --- | - | - | - | -- | ------- |
| 1    | Jim Redman        | Honda     | NE | NE |   | 1 | NE | NE | 1   | 1 | 1 | 2 | NE | 32 (38) |
| 2    | Tommy Robb        | Honda     | NE | NE |   | - | NE | NE | 3   | 3 | 2 | 1 | NE | 22      |
| 3    | Mike Hailwood     | MV Agusta | NE | NE | 1 | 2 | NE | NE | Rit | 2 | - | - | NE | 20      |
| 4    | František Šťastný | Jawa      | NE | NE | 3 | 4 | NE | NE | 2   | - | 4 | - | NE | 16      |
| 5    | Silvio Grassetti  | Bianchi   | NE | NE |   | 3 | NE | NE | -   | - | 3 | - | NE | 8       |
| Pos. | Pilota            | Moto      |    |    |   |   |    |    |     |   |   |   |    | P.ti    |

| Legenda                                                                        | 1º posto        | 2º posto        | 3º posto | A punti      | Senza punti        | Grassetto=Pole position Corsivo=Giro più veloce |
| Legenda                                                                        | Gara non valida | Non qualificato | Ritirato | Squalificato | "-" Dato non disp. | Grassetto=Pole position Corsivo=Giro più veloce |
| Fonte dei dati: motogp.com, racingmemo.free.fr, autosport.com, jumpingjack.nl. |                 |                 |          |              |                    |                                                 |

### Classe 250
La 250 venne disputata in tutti i gran premi della stagione con l'unica eccezione del Gran Premio motociclistico di Finlandia e vide affermarsi, come già in Classe 350 Jim Redman su una Honda. In classifica precedette il compagno di squadra Bob McIntyre (deceduto nel corso della stagione in una gara britannica) e Arthur Wheeler su Moto Guzzi.
Il nuovo campione del mondo si aggiudicò 6 vittorie su 10 gare disputate lasciando pochissimo spazio agli avversari; una delle poche affermazioni mancate fu quella nel Gran Premio motociclistico d'Argentina (dove peraltro Redman era assente come lo erano quasi tutte le squadre ufficiali) fu ottenuta da Wheeler. Questa fu la sua seconda e ultima vittoria prima del ritiro dalle gare, ottenuta a oltre 46 anni di età e a 8 anni dall'affermazione precedente nel motomondiale 1954.

Classifica piloti (prime 5 posizioni)
| Pos. | Pilota            | Moto        |   |   |     |   |   |   |   |   |   |    |   | P.ti    |
| ---- | ----------------- | ----------- | - | - | --- | - | - | - | - | - | - | -- | - | ------- |
| 1    | Jim Redman        | Honda       | 1 | 1 | 2   | 1 | 2 | 1 | 2 | 1 | 1 | NE |   | 48 (66) |
| 2    | Bob McIntyre      | Honda       | 2 | 2 | Rit | 2 | 1 | 2 |   |   |   | NE |   | 32      |
| 3    | Arthur Wheeler    | Moto Guzzi  | - | - | 4   | 6 | 5 | 5 | 4 | - | 8 | NE | 1 | 19      |
| 4    | Tom Phillis       | Honda       | 3 | 3 | 3   |   |   |   |   |   |   | NE |   | 12      |
| 5    | Tarquinio Provini | Moto Morini | - | - |     | 3 | - | - | - | - | 2 | NE | - | 10      |
| Pos. | Pilota            | Moto        |   |   |     |   |   |   |   |   |   |    |   | P.ti    |

| Legenda                                                                        | 1º posto        | 2º posto        | 3º posto | A punti      | Senza punti        | Grassetto=Pole position Corsivo=Giro più veloce |
| Legenda                                                                        | Gara non valida | Non qualificato | Ritirato | Squalificato | "-" Dato non disp. | Grassetto=Pole position Corsivo=Giro più veloce |
| Fonte dei dati: motogp.com, racingmemo.free.fr, autosport.com, jumpingjack.nl. |                 |                 |          |              |                    |                                                 |

### Classe 125
La 125 fu l'unica classe che venne disputata in tutti i gran premi in calendario e, come già le 250 e 350, fu appannaggio di piloti equipaggiati da moto Honda: ai primi 4 posti della classifica vi furono Luigi Taveri (che si aggiudicherà il titolo dopo 6 vittorie consecutive), Jim Redman (già campione del mondo nelle due classi superiori), Tommy Robb e Kunimitsu Takahashi (quest'ultimo, dopo aver vinto i primi due gran premi dell'anno fu vittima di una caduta al Tourist Trophy che pregiudicò il resto della stagione), tutti in sella a mezzi della casa motociclistica giapponese.
Anche per quanto riguarda le vittorie nei singoli gran premi, 10 gare su 11 vennero vinte da Honda, con l'unica eccezione dell'ultimo gran premio dell'anno, il Gran Premio motociclistico d'Argentina, vinto da Hugh Anderson su Suzuki in assenza di gran parte delle moto ufficiali.

Classifica piloti (prime 5 posizioni)
| Pos. | Pilota              | Moto  |   |   |     |   |   |   |   |   |    |   |  | P.ti    |
| ---- | ------------------- | ----- | - | - | --- | - | - | - | - | - | -- | - |  | ------- |
| 1    | Luigi Taveri        | Honda | 3 | 4 | 1   | 1 | 1 | 1 | 1 | 1 | 2  | 2 |  | 48 (67) |
| 2    | Jim Redman          | Honda | 2 | 2 | 5   | 2 | 2 | - | 3 | 2 | 4  | 1 |  | 38 (47) |
| 3    | Tommy Robb          | Honda | - | 3 | 2   | 3 | - | 2 | 2 | 4 | 3  | - |  | 30 (33) |
| 4    | Kunimitsu Takahashi | Honda | 1 | 1 | Rit |   |   |   |   |   |    |   |  | 16      |
| 5    | Mike Hailwood       | EMC   | 4 | - | Rit | 5 | 4 | 3 | - | - | NP | - |  | 12      |
| Pos. | Pilota              | Moto  |   |   |     |   |   |   |   |   |    |   |  | P.ti    |

| Legenda                                                                        | 1º posto        | 2º posto        | 3º posto | A punti      | Senza punti        | Grassetto=Pole position Corsivo=Giro più veloce |
| Legenda                                                                        | Gara non valida | Non qualificato | Ritirato | Squalificato | "-" Dato non disp. | Grassetto=Pole position Corsivo=Giro più veloce |
| Fonte dei dati: motogp.com, racingmemo.free.fr, autosport.com, jumpingjack.nl. |                 |                 |          |              |                    |                                                 |

### Classe 50
La prima edizione della classe 50 venne disputata in 10 gran premi su 11, con l'unica eccezione del Gran Premio motociclistico dell'Ulster e vide il titolo assegnato a Ernst Degner su Suzuki; in classifica precedette Hans-Georg Anscheidt su Kreidler (casa motociclistica olandese specializzata nelle piccole cilindrate e al debutto nel motomondiale) e Luigi Taveri (vincitore del titolo in 125 su Honda.
Le vittorie nei singoli gran premi furono piuttosto divise: a parte le 4 vittorie del pilota che vinse il titolo, una fu vinta dal suo compagno di squadra Hugh Anderson, 4 andarono ai piloti Kreidler (oltre alle due di Anscheidt, due furono appannaggio di Jan Huberts) e 1 a Taveri.
Da segnalare anche l'episodio del Tourist Trophy dove, con una modifica al regolamento, venne ammessa alla partenza una donna, per la prima volta nelle gare in singolo: si trattava di Beryl Swain che si classificò al 22º posto. Al termine della stagione il regolamento venne però nuovamente variato e le donne vennero escluse per diversi anni.

Classifica piloti (prime 5 posizioni)
| Pos. | Pilota               | Moto     |    |   |   |   |   |   |    |     |     |   |   | P.ti    |
| ---- | -------------------- | -------- | -- | - | - | - | - | - | -- | --- | --- | - | - | ------- |
| 1    | Ernst Degner         | Suzuki   | 15 | 7 | 1 | 1 | 1 | 1 | NE | INF | INF | 4 | 2 | 41      |
| 2    | Hans-Georg Anscheidt | Kreidler | 1  | - | 4 | 3 | 2 | 2 | NE | -   | 1   | 3 | 3 | 36 (43) |
| 3    | Luigi Taveri         | Honda    | 3  | 3 | 2 | 9 | 3 | 4 | NE | 4   | 6   | 1 |   | 29 (33) |
| 4    | Jan Huberts          | Kreidler | 10 | 1 | 7 | 2 | 6 | - | NE | 1   | 3   | - | 5 | 29      |
| 5    | Mitsuo Itoh          | Suzuki   | 11 | 6 | 5 | 5 | 9 | 3 | NE | 2   | 2   | - | 4 | 23 (24) |
| Pos. | Pilota               | Moto     |    |   |   |   |   |   |    |     |     |   |   | P.ti    |

| Legenda                                                                        | 1º posto        | 2º posto        | 3º posto | A punti      | Senza punti        | Grassetto=Pole position Corsivo=Giro più veloce |
| Legenda                                                                        | Gara non valida | Non qualificato | Ritirato | Squalificato | "-" Dato non disp. | Grassetto=Pole position Corsivo=Giro più veloce |
| Fonte dei dati: motogp.com, racingmemo.free.fr, autosport.com, jumpingjack.nl. |                 |                 |          |              |                    |                                                 |

### Classe sidecar
Le gare delle motocarrozzette si disputarono in sole sei occasioni e la loro stagione si concluse molto prima delle altre categorie: la vittoria fu per l'ennesima volta di un equipaggio dotato di moto BMW, Max Deubel e Emil Hörner, al secondo titolo consecutivo.
Da segnalare anche la prima e unica apparizione nell'albo d'oro del motomondiale della BSA vincitrice in occasione del Tourist Trophy.

Classifica equipaggi (prime 5 posizioni)
| Pos. | Pilota                                         | Moto |     |   |     |   |   |   |    |    |    |    |    | P.ti    |
| ---- | ---------------------------------------------- | ---- | --- | - | --- | - | - | - | -- | -- | -- | -- | -- | ------- |
| 1    | Max Deubel/Emil Hörner                         | BMW  | 1   | 1 | Rit | 2 | 3 | 1 | NE | NE | NE | NE | NE | 30 (34) |
| 2    | Florian Camathias/Horst Burkhardt-Harry Winter | BMW  | 2   | 2 | Rit | 7 | 1 | 2 | NE | NE | NE | NE | NE | 26      |
| 3    | Fritz Scheidegger/John Robinson                | BMW  | Rit | - |     | 1 | 2 | 3 | NE | NE | NE | NE | NE | 18      |
| 4    | Otto Kölle/Dieter Hess                         | BMW  | 3   | 4 | 2   | 3 | - | - | NE | NE | NE | NE | NE | 17      |
| 5    | Chris Vincent/Eric Bliss                       | BSA  | 6   | 3 | 1   | - | - | - | NE | NE | NE | NE | NE | 13      |
| Pos. | Pilota                                         | Moto |     |   |     |   |   |   |    |    |    |    |    | P.ti    |

| Legenda                                                                        | 1º posto        | 2º posto        | 3º posto | A punti      | Senza punti        | Grassetto=Pole position Corsivo=Giro più veloce |
| Legenda                                                                        | Gara non valida | Non qualificato | Ritirato | Squalificato | "-" Dato non disp. | Grassetto=Pole position Corsivo=Giro più veloce |
| Fonte dei dati: motogp.com, racingmemo.free.fr, autosport.com, jumpingjack.nl. |                 |                 |          |              |                    |                                                 |